# Satellite Awards 2017
Satellite Awards 2017 är den 21:a upplagan av Satellite Awards som belönar insatser i filmer och TV-produktioner från 2016. Galan kommer att hållas den 19 februari 2017. Nomineringarna tillkännagavs den 29 november 2016 och vinnarna tillkännagavs den 18 december 2016.

## Nominerade

### Filmer
| Bästa film | Bästa regissör |
| --- | --- |
| - La La Land - Manchester by the Sea - Captain Fantastic - Dolda tillgångar - Fences - Hacksaw Ridge - Hell or High Water - Jackie - Lion - Loving - Moonlight - Nocturnal Animals                                                                     | - Kenneth Lonergan – Manchester by the Sea - Damien Chazelle – La La Land - Tom Ford – Nocturnal Animals - Mel Gibson – Hacksaw Ridge - Barry Jenkins – Moonlight - Pablo Larraín – Jackie - Denzel Washington – Fences |
| Bästa manliga huvudroll | Bästa kvinnliga huvudroll |
| - Andrew Garfield – Hacksaw Ridge - Viggo Mortensen – Captain Fantastic - Casey Affleck – Manchester by the Sea - Joel Edgerton – Loving - Joseph Gordon-Levitt – Snowden - Ryan Gosling – La La Land - Tom Hanks – Sully - Denzel Washington – Fences | - Isabelle Huppert – Elle - Ruth Negga – Loving - Amy Adams – Nocturnal Animals - Annette Bening – Alla tiders kvinnor - Taraji P. Henson – Dolda tillgångar - Natalie Portman – Jackie - Emma Stone – La La Land - Meryl Streep – Florence Foster Jenkins |
| Bästa manliga biroll i en film | Bästa kvinnliga biroll i en film |
| - Jeff Bridges – Hell or High Water - Mahershala Ali – Moonlight - Hugh Grant – Florence Foster Jenkins - Lucas Hedges – Manchester by the Sea - Eddie Murphy – Mr. Church - Dev Patel – Lion                                                          | - Naomie Harris – Moonlight - Viola Davis – Fences - Nicole Kidman – Lion - Helen Mirren – Eye in the Sky - Octavia Spencer – Dolda tillgångar - Michelle Williams – Manchester by the Sea |
| Bästa originalmanus | Bästa manus efter förlaga |
| - Moonlight – Barry Jenkins - Captain Fantastic – Matt Ross - Hell or High Water – Taylor Sheridan - La La Land – Damien Chazelle - The Lobster – Efthymis Filippou och Yorgos Lanthimos - Manchester by the Sea – Kenneth Lonergan                    | - Snowden – Kieran Fitzgerald och Oliver Stone - Djungelboken – Justin Marks - Dolda tillgångar – Allison Schroeder - Hacksaw Ridge – Andrew Knight och Robert Schenkkan - Lion – Luke Davies - Sully – Todd Komarnicki |
| Bästa animerade film eller multimediafilm | Bästa icke-engelskspråkiga film |
| - Mitt liv som zucchini - Djungelboken - Hitta Doris - Kubo och de två strängarna - Miss Hokusai - The Red Turtle - Trolls - Vaiana - Your Name - Zootropolis                                                                                          | - Iran – The Salesman - Belgien – Ardennerna - Filippinerna – Ma' Rosa - Finland – Den lyckligaste dagen i Olli Mäkis liv - Frankrike – Elle - Ryssland – Ray - Spanien – Julieta - Sverige – En man som heter Ove - Sydkorea – The Handmaiden - Tyskland – Min pappa Toni Erdmann |
| Bästa dokumentärfilm | Bästa foto |
| - Det 13:e tillägget - The Beatles: Eight Days a Week - Bortom Lampedusa - The Eagle Huntress - Elfenben: Det vita guldet - Gleason - Life, Animated - O.J.: Made in America - Tower - Zero Days                                                       | - Djungelboken – Bill Pope - Billy Lynn's Long Halftime Walk – John Toll - Den lyckligaste dagen i Olli Mäkis liv – J.P. Passi - Hacksaw Ridge – Simon Duggan - La La Land – Linus Sandgren - Moonlight – James Laxton |
| Bästa musik | Bästa sång |
| - La La Land – Justin Hurwitz - Djungelboken – John Debney - Dolda tillgångar – Hans Zimmer - Hacksaw Ridge – Rupert Gregson-Williams - Manchester by the Sea – Lesley Barber - Stora vänliga jätten – John Williams                                   | - "City of Stars" – La La Land - "Audition" – La La Land - "Can't Stop the Feeling!" – Trolls - "Dancing With Your Shadow" – Po - "I'm Still Here" – Miss Sharon Jones! - "Running" – Dolda tillgångar |
| Bästa visuella effekter | Bästa bästa scenografi och produktionsdesign |
| - Djungelboken - Billy Lynn's Long Halftime Walk - Deadpool - Doctor Strange - Stora vänliga jätten - Sully | - La La Land – David Wasco - Alice i Spegellandet – Dan Hennah - Allied – Gary Freeman - Djungelboken – Christopher Glass - Hacksaw Ridge – Barry Robison - Jackie – Jean Rabasse |
| Bästa klippning | Bästa ljud |
| - Hacksaw Ridge – John Gilbert - Billy Lynn's Long Halftime Walk – Tim Squyres - The Birth of a Nation – Steven Rosenblum - La La Land – Tom Cross - Lion – Alexandre de Franceschi - Moonlight – Joi McMillon och Nat Sanders                         | - Hacksaw Ridge – Peter Grace, Kevin O'Connell, Andy Wright och Robert Mackenzie - 13 Hours: The Secret Soldiers of Benghazi – Gary Summers, Greg P. Russell, Jeffrey J. Haboush, Ethan Van der Ryn och Erik Aadahl - Allied – Randy Thom, Dennis S. Sands, Brandon Proctor och Bjorn Ole Schroeder - Billy Lynn's Long Halftime Walk – Doug Hemphill och Ron Bartlett - Djungelboken – Christopher Boyes, Lora Hirschberg, Ron Judkins och Frank E. Eulner - La La Land – Andy Nelson, Ai-Ling Lee, Steven Morrow och Mildred Iatrou |
| Bästa kostym | Bästa rollbesättning i film |
| - Jackie – Madeline Fontaine - Alice i Spegellandet – Colleen Atwood - Captain Fantastic – Courtney Hoffman - Doctor Strange – Alexandra Byrne - La La Land – Mary Zophres - Love & Friendship – Eimer Ni Mhaoldomhnaigh                               | - Dolda tillgångar – Mahershala Ali, Kevin Costner, Kirsten Dunst, Taraji P. Henson, Karan Kendrick, Janelle Monáe, Jim Parsons, Glen Powell och Octavia Spencer |

### Television
| Bästa TV-serie – drama | Bästa TV-serie – musikal eller komedi |
| --- | --- |
| - The Crown - The Affair - American Crime - The Americans - Better Call Saul - The Fall - Mr. Robot - Poldark | - Silicon Valley - Brooklyn Nine-Nine - Lady Dynamite - Love - Orange Is the New Black - Unbreakable Kimmy Schmidt - Veep |
| Bästa TV-serie – genre | Bästa miniserie eller TV-film |
| - Outlander - Black Mirror - Game of Thrones - The Man in the High Castle - Orphan Black - Stranger Things - The Walking Dead - Westworld | - Fallet O.J. Simpson: American Crime Story - All the Way - Churchill's Secret - Close to the Enemy - Confirmation - Lady Day at Emerson's Bar & Grill - The Night Of - Och så var de bara en - Påklädaren                              |
| Bästa manliga huvudroll i en TV-serie – drama eller genre | Bästa kvinnliga huvudroll i en TV-serie – drama eller genre |
| - Dominic West – The Affair - Rami Malek – Mr. Robot - Bob Odenkirk – Better Call Saul - Matthew Rhys – The Americans - Liev Schreiber – Ray Donovan - Billy Bob Thornton – Goliath | - Evan Rachel Wood – Westworld - Felicity Huffman – American Crime - Sarah Lancashire – Happy Valley - Tatiana Maslany – Orphan Black - Winona Ryder – Stranger Things - Ruth Wilson – Westworld                                        |
| Bästa manliga huvudroll i en TV-serie – musikal eller komedi | Bästa kvinnliga huvudroll i en TV-serie – musikal eller komedi |
| - William H. Macy – Shameless - Anthony Anderson – Black-ish - Rob Delaney – Catastrophe - Will Forte – The Last Man on Earth - Thomas Middleditch – Silicon Valley - Jeffrey Tambor – Transparent | - Taylor Schilling – Orange Is the New Black - Pamela Adlon – Better Things - Sharon Horgan – Catastrophe - Ellie Kemper – Unbreakable Kimmy Schmidt - Tracee Ellis Ross – Black-ish                                                    |
| Bästa manliga huvudroll i en miniserie eller TV-film | Bästa kvinnliga huvudroll i en miniserie eller TV-film |
| - Bryan Cranston – All the Way - Cuba Gooding Jr. – Fallet O.J. Simpson: American Crime Story - Tom Hiddleston – The Night Manager - Anthony Hopkins – Påklädaren - Wendell Pierce – Confirmation - Courtney B. Vance – Fallet O.J. Simpson: American Crime Story                                                              | - Sarah Paulson – Fallet O.J. Simpson: American Crime Story - Lily James – Krig och fred - Melissa Leo – All the Way - Audra McDonald – Lady Day at Emerson's Bar & Grill - Kerry Washington – Confirmation - Emily Watson – Påklädaren |
| Bästa manliga biroll i en TV-serie, miniserie eller TV-film | Bästa kvinnliga biroll i en TV-serie, miniserie eller TV-film |
| - Ben Mendelsohn – Bloodline - Jonathan Banks – Better Call Saul - Andre Braugher – Brooklyn Nine-Nine - Jared Harris – The Crown - Michael Kelly – House of Cards - Hugh Laurie – The Night Manager | - Olivia Colman – The Night Manager - Rhea Seehorn – Better Call Saul - Lena Headey – Game of Thrones - Maggie Siff – Billions - Maura Tierney – The Affair - Alison Wright – The Americans                                             |
| Bästa rollbesättning i en TV-serie | |
| - Outlander – Caitriona Balfe, Simon Callow, Steven Cree, Rosie Day, Frances de la Tour, Laura Donnelly, Andrew Gower, Sam Heughan, Nell Hudson, Gary Lewis, Graham McTavish, Tobias Menzies, Grant O'Rourke, Dominique Pinon, Richard Rankin, Clive Russell, Sophie Skelton, Lotte Verbeek, Stephen Walters och Stanley Weber | |